# Do You Wanna Come Over?
A "Do You Wanna Come Over? Britney Spears amerikai énekesnő egyik dala a Glory-ról. A dalt  Mattias Larsson, Robin Fredriksson, Julia Michaels, Justin Tranter és Sandy Chila írta, a producer Mattman & Robin. A dal promóciós kislemezként jelent meg 2016 augusztus 18-án. A szám műfajilag elektropop és dance-pop stílusú, dalszövege a flörtölésre utal. A dalban háttérvokálozik Michael Jackson testvére, Jermaine Jackson. Az AllMusic, Boston Globe, Entertainment Weekly, musicOMH, és Vice írói a legjobb dalnak tartják a "Glory"-ról, az Entertainment Weekly és a Billboard a 2016-os év egyik legjobb popdalának tartják a számot.

## Élő előadások
2016 Augusztus 18-án a dalt hozzáadták a Britney: Piece of Me dallistájához.  2016 szeptember 1-én a Today Show közvetítette élőben a dal előadását a Britney: Piece of Me koncertterméből. Britney szintén előadta a dalt a 2016-os iHeartRadio Music Festival-on, Londonban az Apple Music Festival-on, majd 2016 decemberében a Jingle Ball, Triple Show és B26 Pepsi Jingle Bash rendezvényein.

## Elismerések
A Billboard szerint a "Do You Wanna Come Over?" 2016 egyik legjobb popdala.
| Társulat             | Rang | Lista                     |
| -------------------- | ---- | ------------------------- |
| Entertainment Weekly | 23   | 2016 száz legjobb popdala |

## Slágerlista
A "Do You Wanna Come Over?" bejutott a SNEP slágerlistájára. Ez a dal érte el a legjobb helyezést az album promóciós kislemezei közül.
| Slágerlista (2016)             | Legjobb helyezés |
| ------------------------------ | ---------------- |
| Franciaország (Single Top 100) | 134              |
| Russia Airplay (Tophit)        | 209              |